# Caso Lisbeth Baquerizo
El caso Lisbeth Baquerizo es el término como mediáticamente se conocen a los dos procesos judiciales en materia penal en torno a la muerte de Lisbeth Baquerizo Muñoz. El primer proceso judicial se desarrolla en contra de Luis Javier Hermida Núñez, esposo de Baquerizo, por el delito de femicidio; mientras que el segundo proceso se centra el delito de fraude procesal en contra de los padres y un hermano de Hermida y otra persona que trataron de hacer pasar los sucesos como un accidente.

## Víctima
Lisbeth Tatiana Baquerizo Muñoz nació el 2 de diciembre de 1990 en la ciudad de Guayaquil. Fue hija de Mario Alfredo Baquerizo Morales y Virginia Mariuxi Muñoz Toro. Estudió la carrera de ingeniería comercial de la cual se graduó y trabajaba para una empresa de electrodomésticos, además era modelo y maquilladora profesional.
Baquerizo contrajo matrimonio con Luis Javier Hermida Nuñez el día 8 de octubre de 2019. Falleció el 21 de diciembre de 2020, a los 30 años de edad, en su domicilio ubicado en una urbanización Puerto Azul en el sector de la Vía a la Costa, en donde vivía con su cónyuge.